# Panthiades aufidena
Panthiades aufidena är en fjärilsart som beskrevs av William Chapman Hewitson 1869. Panthiades aufidena ingår i släktet Panthiades och familjen juvelvingar. Inga underarter finns listade i Catalogue of Life.